# Ikoma Kazumasa
En aquest nom japonès, el cognom és Ikoma.
Ikoma Kazumasa (生驹一正, 1555 - 11 de maig de 1610) va ser un samurai del període Sengoku i inicis del període Edo de la història del Japó. Va servir sota les ordres del clan Oda, del clan Toyotomi i després al clan Tokugawa. Va ser dàimio del domini de Takamatsu.
Kazumasa va ser el fill gran d'Ikoma Chikamasa. Va lluitar durant les invasions japoneses a Corea convocades per Toyotomi Hideyoshi i es va aliar a Tokugawa Ieyasu durant la batalla de Sekigahara del 1600 on va rebre un feu valorat en 170.000 koku.